# A magyar labdarúgó-válogatott 2018. október 12-i mérkőzése
A magyar labdarúgó-válogatott harmadik Nemzetek Ligája mérkőzése a 2018–2019-es UEFA Nemzetek Ligája kiírásban 2018. október 12-én, Görögországban, Athénban, az Olimpiai Stadionban, az ellenfél Görögország válogatottja. Ez volt a magyar labdarúgó-válogatott 930. hivatalos mérkőzése és a két válogatott egymás elleni 21. összecsapása. A mérkőzést 1–0-ra a görögök nyerték meg.

## Előzmények
A magyar férfi A-válogatott Görögország ellen játssza harmadik Nemzetek Ligája mérkőzését a C liga 2. csoportjában.
Utoljára a két ország nemzeti tizenegye szinte napra pontosan egy hónappal ezelőtt, Budapesten találkozott egymással a Nemzetek Ligája sorozat második összecsapásán, melyet a görögök ellen tétmérkőzésen 31 év után ismét győzedelmeskedő magyarok nyertek meg 2–1-re, Sallai Roland és Kleinheisler László góljaival.
Az eddigi összesen 20 találkozón 5 magyar és 9 görög győzelem született, a 6 döntetlen mellett. A gólarány 35–31 a magyarok javára.

### Legnagyobb magyar győzelem
A legnagyobb különbségű magyar győzelem még az 1930-as években történt, egészen pontosan 1938. március 25-én, amely egyébként a két válogatott első hivatalos összecsapása volt egymás ellen. A hazai pályán megvívott világbajnoki selejtező végeredménye 11–1 lett a magyarok javára, a gólokból öttel is kivette részét a korszak nagy gólvágója, Zsengellér Gyula, hármat vágott be az ellenfélnek Nemes József, valamint kettőt Titkos Pál és egyet Vincze Jenő.

### Legtöbb magyar gólt szerző játékosok
A görögök elleni összes mérkőzést figyelembe véve, a legtöbb magyar gólt szerző játékosok a következők: Zsengellér Gyula 5 (és ezt mindet egyetlen mérkőzésen szerezte), Nemes József (szintén egyetlen találkozón), valamint Németh Krisztián, Nyilasi Tibor és Titkos Pál 2–2 találattal.

### Az 5 legutóbbi mérkőzés
A görögök az utolsó 5 hivatalos mérkőzésükön – melyből három barátságos volt, kettő pedig Nemzetek Ligája összecsapás – 2 győzelmet (1–0 Egyiptom és szintén 1–0 Észtország ellen, mindkettő idegenben), és 3 vereséget szenvedett (1–2 Magyarország ellen idegenben, valamint 0–2 Szaúd-Arábia és 0–1 Svájc ellen hazai pályán). A magyar válogatott utolsó öt mérkőzéséből három barátságos volt, az utolsó kettő pedig Nemzetek Ligája összecsapás. Három vereség, valamint egy-egy döntetlen és győzelem a mérlegük. A vereségekből egyetlen született idegenben (0–1 Finnország ellen), a többi hazai pályán (1–2 Ausztrália ellen és 0–1 Skócia ellen. A döntetlen idegenben született barátságos mérkőzés keretein belül (1–1 Fehéroroszország ellen). Az egyetlen győzelem pedig a Nemzetek Ligája első hazai mérkőzésén (2–1 Görögország ellen).
| Görögország   | Görögország  | Görögország | Görögország | Görögország     |
| Dátum         | Ellenfél     | Hol         | Eredmény    | Kiírás          |
| ------------- | ------------ | ----------- | ----------- | --------------- |
| 2018. 09. 11. | Magyarország | idegenben   | 1–2         | Nemzetek Ligája |
| 2018. 09. 08. | Észtország   | idegenben   | 1–0         | Nemzetek Ligája |
| 2018. 05. 15. | Szaúd-Arábia | otthon      | 0–2         | barátságos      |
| 2018. 03. 27. | Egyiptom     | idegenben   | 1–0         | barátságos      |
| 2018. 03. 23. | Svájc        | otthon      | 0–1         | barátságos      |

| Magyarország  | Magyarország     | Magyarország | Magyarország | Magyarország    |
| Dátum         | Ellenfél         | Hol          | Eredmény     | Kiírás          |
| ------------- | ---------------- | ------------ | ------------ | --------------- |
| 2018. 09. 11. | Görögország      | otthon       | 2–1          | Nemzetek Ligája |
| 2018. 09. 08. | Finnország       | idegenben    | 0–1          | Nemzetek Ligája |
| 2018. 06. 09. | Ausztrália       | otthon       | 1–2          | barátságos      |
| 2018. 06. 05. | Fehéroroszország | idegenben    | 1–1          | barátságos      |
| 2018. 03. 27. | Skócia           | otthon       | 0–1          | barátságos      |

      Győzelem
      Döntetlen
      Vereség

### Mérkőzés előtti nyilatkozatok
Annyival könnyebb dolgunk van, hogy túl vagyunk egy győztes mérkőzésen, ami természetesen jót tesz a csapatszellemnek. Időközben a bajnokságból eltelt jó néhány forduló, javult a játékosok erőállapota, és Willi Orban csatlakozása is erősítést jelent a válogatottnak. A görög csapatot jól ismerjük, a hazai találkozón is láthattuk, hogy technikailag képzett játékosokból áll. Annyiban más mérkőzés vár ránk, mint a múlt hónapban, hogy a görögök várhatóan sokkal agresszívebben, támadóbb felfogásban lépnek majd fel ellenünk. Ahhoz, hogy elviseljük a nyomást, megfelelő lelkiállapotra és egyéniségekre lesz szükség a pályán. Bátran kell futballoznunk, nem szabad megijednünk a körülményektől, és a hangulattól. Egyszer már nyertünk Görögország ellen, tehát az alapok adottak, mindent meg kell tennünk, hogy idegenben is jól szerepeljünk ellenük. Észtország más stílusú futballt képvisel, mint a görögök, de ellenük is ugyanazt a hozzáállást és mentalistást kell a pályára vinnünk, mint a Görögország elleni hazai mérkőzésünkön.
Nagyon örülök, hogy győzelemmel tudtuk zárni a görögök elleni hazai meccset, bízom benne, hogy hasonlóan tudjuk folytatni szereplésünket. Budapesten kicsit átadtuk a területet, a görögök kontrollálták a mérkőzést. Ez a mi hibánk is, a visszavágón nem szabad ekkora teret hagyni nekik. A kinti meccsen is egész biztosan ők akarnak majd irányítani, ezt kell megakadályoznunk majd. Nehéz és rendkívül fontos meccs vár ránk, szeretnénk jó eredménnyel utazni az észtek elleni mérkőzésre. A keret többi tagjához hasonlóan én is nagyon örült annak, hogy Willi Orbannal erősödött a válogatott.
Gulácsi Péterrel sokat beszélgettem Lipcsében, rengeteg jót hallottam a válogatottról és a szövetségi kapitány munkájáról. Nem volt egyszerű a döntés, ezért is tartott ilyen sokáig, mire meghoztam. A görögök elleni meccs volt az a pont, amikor végleg úgy határoztam, hogy a magyar válogatott színeiben szeretnék játszani. Jó néhány fontos nemzetközi meccs van a hátam mögött, az ezeken megszerzett tapasztalatokat szeretném kamatoztatni a magyar válogatottban. Készen állok a feladatra, szívesen játszanék már pénteken a csapatban, ha a szövetségi kapitány szerepet szán nekem. A válogatottban játszani más érzés, mint egy klubcsapatban, másfajta érzelmek kerülnek előtérbe, és ez engem is rendkívül motivál. A válogatottnál kevesebb idő áll rendelkezésre, hogy kialakuljanak a megfelelő automatizmusok a játékban, de megfelelő alázattal pótolható az összeszokottság hiánya.

## Helyszín
A találkozót az athéni Olimpiai Stadionban rendezik meg. Építése két évig tartott, 1982-ben nyílt meg, majd a 2004-es olimpia miatt 2002 és 2004 között átépítették és felújították. 1982-ben itt volt az atlétikai Európa-bajnokság fő helyszíne, 1991-ben a mediterrán játékokat rendezték itt, 1997-ben pedig az atlétikai világbajnokságnak adott otthont. Befogadóképessége 69.618 néző.

## Örökmérleg a mérkőzés előtt
| Magyarország |                 | Görögország |
| ------------ | --------------- | ----------- |
| 5            | Győzelem        | 9           |
| 6            | Döntetlen       | 6           |
| 35           | Gólok           | 31          |
| 16/40        | Pontok          | 24/40       |
| 40,0%        | %               | 60,0%       |
| 5            | Hazai győzelem  | 6           |
| 3            | Hazai döntetlen | 3           |
| 3            | Hazai vereség   | 0           |

A táblázatban a győzelemért 2 pontot számoltunk el.

## Tabella a mérkőzés előtt
A C liga 2. csoport állása a forduló előtt
| Csapat       | M | Gy | D | V | G+ | G– | Gk | P |
| ------------ | - | -- | - | - | -- | -- | -- | - |
| Finnország   | 2 | 2  | 0 | 0 | 2  | 0  | +2 | 6 |
| Görögország  | 2 | 1  | 0 | 1 | 2  | 2  | 0  | 3 |
| Magyarország | 2 | 1  | 0 | 1 | 2  | 2  | 0  | 3 |
| Észtország   | 2 | 0  | 0 | 2 | 0  | 2  | –2 | 0 |

      Feljut a 2020–2021-es B ligába
      Lehetséges kieső a 2020–2021-es D ligába
      Kiesik a 2020–2021-es D ligába
Sorrend meghatározása: pontazonosság esetén a csoporton belül az alábbi sorrendben határozzák meg a sorrendet: 1. az egymás elleni eredmények (1a. pont, 1b. gólkülönbség, 1c. szerzett gól, 1d. idegenben szerzett gól), 2. a  gólkülönbség (2a. összesített gólkülönbség, 2b. összes szerzett gól, 2c. összes idegenbeli szerzett gól), 3. a győzelmek száma (3a. az összes győzelem, 3b. az idegenbeli győzelmek száma), 4. a fair play versengés, illetve az 5. UEFA-koefficiens.
Feljutás: A B-, a C- és a D-liga négy csoportelsője egy osztállyal feljebb lép;
Kiesés: Az A-, a B- és a C-liga négy csoportutolsója egy osztállyal lejjebb folytatja (pontosabban: a C-ligából – az eltérő létszámú csoportok miatt – a három négyes csoport utolsó helyezettje mellett a négy csoportharmadik egyike, a legkevesebb pontot szerző válogatott esik ki);
Az A-liga négy csoportelsője bejut a Nemzetek Ligája négyes döntőjébe, amelyet 2019 júniusában rendeznek meg;
Mindegyik ligából négy válogatott jogot szerez a 2020-as Európa-bajnokság 2020. tavaszi pótselejtezőjében való részvételre; a jog alapvetően a 16 csoportelsőt illeti meg, ám ha ők időközben sikerrel teljesítik az Eb-selejtezőt (2019), a pótselejtező helyeit az addigi NL-teljesítmény alapján feltöltik, lehetőleg ligákon belül.

## Keretek
2018. október 1-jén Marco Rossi a következő két idegenbeli Nemzetek Ligája-mérkőzés előtt – melyeket a görögök és az észtek ellen vívja meg a magyar labdarúgó-válogatott – kihirdette 26 fős keretét, melybe ezúttal Willi Orban, Holender Filip és Baráth Botond is meghívót kapott. A Nemzetek Ligája harmadik és negyedik játéknapjára készülő csapatnak ezúttal tagja lesz Gyurcsó Ádám, Nagy Dominik, valamint Németh Krisztián is. Nagy Dominik júniusban ugyan kerettag volt, de sérülés miatt végül nem csatlakozott a csapathoz, legutóbb tehát – Gyurcsóhoz hasonlóan – 2017 júniusában lépett pályára a válogatottban. Németh Krisztián legutóbb idén márciusban, Kazahsztán ellen játszott a nemzeti csapatban, és akkor gólt is szerzett.
Ezúttal egy kicsit bővebb keretet állítottam össze, hiszen mindkét mérkőzésünket idegenben játsszuk, így gondolnom kellett arra, hogy az első mérkőzésen akár sérülés is előfordulhat, vagy valaki sárga lapok miatt nem léphet pályára Észtországban. A nagyobb keretnek köszönhetően ilyen esetben nem a két meccs között kell az esetleges pótlásról gondoskodnunk. A kerettagok kiválasztásakor ezúttal is a fizikai állapot, az edzettség, illetve a szezonban eddig lejátszott meccsek száma volt az elsőszámú szempont, vagyis a nagyjából ötven folyamatosan figyelt játékosból a legjobb állapotban lévők kaptak meghívót.
| Görögország                         | Görögország                         | Görögország                         | Görögország                         | Görögország                         | Görögország                         | Görögország                 | Görögország   |
| Poszt                               | Név                                 | Születési idő és életkor            | Vál.                                | Gól                                 | Klub                                | Utolsó válogatottság        | Értéke        |
| ----------------------------------- | ----------------------------------- | ----------------------------------- | ----------------------------------- | ----------------------------------- | ----------------------------------- | --------------------------- | ------------- |
| K                                   | Orésztisz Karnézisz                 | 1985. július 11. (33 évesen)        | 49                                  | 0                                   | Napoli                              | 2018. 03. 23., Svájc        | 3.000.000 €   |
| K                                   | Vaszilisz Barkasz                   | 1994. május 30. (24 évesen)         | 4                                   | 0                                   | AEK Athén                           | 2018. 09. 11., Magyarország | 1.000.000 €   |
| K                                   | Alexandrosz Pasalakisz              | 1989. július 28. (29 évesen)        | 0                                   | 0                                   | PAOK                                | —                           | 1.500.000 €   |
| V                                   | Vaszílisz Toroszídisz               | 1985. június 10. (33 évesen)        | 98                                  | 10                                  | Olympiakosz                         | 2018. 09. 11., Magyarország | 700.000 €     |
| V                                   | Mihalisz Bakakisz                   | 1991. március 8. (27 évesen)        | 4                                   | 0                                   | AEK Athén                           | 2018. 05. 15., Szaúd-Arábia | 1.500.000 €   |
| V                                   | Szokrátisz Papasztathópulosz        | 1988. június 9. (30 évesen)         | 81                                  | 3                                   | Arsenal                             | 2018. 09. 11., Magyarország | 20.000.000 €  |
| V                                   | Kósztasz Manolász                   | 1991. június 14. (27 évesen)        | 36                                  | 1                                   | AS Roma                             | 2018. 09. 11., Magyarország | 40.000.000 €  |
| V                                   | Jeórjiosz Dzavélasz                 | 1987. november 26. (30 évesen)      | 30                                  | 2                                   | Alanyaspor                          | 2018. 09. 11., Magyarország | 1.250.000 €   |
| V                                   | Mariosz Ikonomu                     | 1993. január 17. (25 évesen)        | 6                                   | 0                                   | AEK Athén                           | 2018. 09. 11., Magyarország | 1.000.000 €   |
| V                                   | Dimitrisz Koloveciosz               | 1991. október 16. (26 évesen)       | 0                                   | 0                                   | Panathinaikosz                      | —                           | 1.250.000 €   |
| V                                   | Dimitrisz Giannoulisz               | 1995. október 17. (22 évesen)       | 1                                   | 0                                   | Atrómitosz Athén                    | 2018. 05. 15., Szaúd-Arábia | 1.000.000 €   |
| V                                   | Kósztasz Cimikasz                   | 1996. május 12. (22 évesen)         | 1                                   | 0                                   | Olympiakosz                         | 2018. 05. 15., Szaúd-Arábia | 1.000.000 €   |
| KP                                  | Zeca                                | 1988. augusztus 31. (30 évesen)     | 9                                   | 1                                   | Köbenhavn                           | 2018. 03. 23., Svájc        | 1.500.000 €   |
| KP                                  | Aléxandrosz Dziólisz                | 1985. február 13. (33 évesen)       | 73                                  | 2                                   | Al-Fayha                            | 2018. 09. 08., Észtország   | 1.100.000 €   |
| KP                                  | Petrosz Mantalosz                   | 1991. augusztus 31. (27 évesen)     | 20                                  | 2                                   | AEK Athén                           | 2018. 09. 08., Észtország   | 3.500.000 €   |
| KP                                  | Konsztandínosz Fortúnisz            | 1992. október 16. (25 évesen)       | 35                                  | 4                                   | Olympiakosz                         | 2018. 09. 11., Magyarország | 7.000.000 €   |
| KP                                  | Dimitrisz Pelkasz                   | 1993. október 26. (24 évesen)       | 9                                   | 0                                   | PAÓK Szaloniki                      | 2018. 09. 11., Magyarország | 4.000.000 €   |
| KP                                  | Dimítrisz Kurmbélisz                | 1993. november 2. (24 évesen)       | 5                                   | 0                                   | Panathinaikosz                      | 2018. 09. 11., Magyarország | 2.000.000 €   |
| KP                                  | Andreasz Buhalakisz                 | 1993. április 5. (25 évesen)        | 2                                   | 0                                   | Olympiakosz                         | 2018. 09. 11., Magyarország | 800.000 €     |
| KP                                  | Taszosz Bakaszetasz                 | 1993. június 28. (25 évesen)        | 14                                  | 0                                   | AEK Athén                           | 2018. 09. 08., Észtország   | 1.500.000 €   |
| KP                                  | Lázarosz Hrisztodulópulosz          | 1986. december 19. (31 évesen)      | 33                                  | 1                                   | Olympiakosz                         | 2018. 09. 11., Magyarország | 2.000.000 €   |
| CS                                  | Kósztasz Mítroglu                   | 1988. március 12. (30 évesen)       | 61                                  | 16                                  | Marseille                           | 2018. 09. 11., Magyarország | 10.000.000 €  |
| CS                                  | Nikosz Karelisz                     | 1992. február 24. (26 évesen)       | 18                                  | 3                                   | Olympiakosz                         | 2018. 03. 27., Egyiptom     | 3.000.000 €   |
| CS                                  | Eftimisz Kolurisz                   | 1996. március 6. (22 évesen)        | 3                                   | 0                                   | Atrómitosz Athén                    | 2018. 09. 08., Észtország   | 1.000.000 €   |
| Szövetségi kapitány: Michael Skibbe | Szövetségi kapitány: Michael Skibbe | Szövetségi kapitány: Michael Skibbe | Szövetségi kapitány: Michael Skibbe | Szövetségi kapitány: Michael Skibbe | Szövetségi kapitány: Michael Skibbe | Csapat érték                | 110.600.000 € |

| Magyarország                     | Magyarország                     | Magyarország                     | Magyarország                     | Magyarország                     | Magyarország                     | Magyarország               | Magyarország |
| Poszt                            | Név                              | Születési idő és életkor         | Vál.                             | Gól                              | Klub                             | Utolsó válogatottság       | Értéke       |
| -------------------------------- | -------------------------------- | -------------------------------- | -------------------------------- | -------------------------------- | -------------------------------- | -------------------------- | ------------ |
| K                                | Dibusz Dénes                     | 1990. november 16. (27 évesen)   | 6                                | 0                                | Ferencváros                      | 2018. 06. 09., Ausztrália  | 800.000 €    |
| K                                | Gulácsi Péter                    | 1990. május 6. (28 évesen)       | 20                               | 0                                | RB Leipzig                       | 2018. 09. 11., Görögország | 8.000.000 €  |
| K                                | Kovácsik Ádám                    | 1991. április 4. (27 évesen)     | 1                                | 0                                | MOL Vidi                         | 2017. 11. 09., Luxemburg   | 700.000 €    |
| V                                | Baráth Botond                    | 1992. április 21. (26 évesen)    | 0                                | 0                                | Budapest Honvéd                  | —                          | 350.000 €    |
| V                                | Bese Barnabás                    | 1994. május 6. (24 évesen)       | 13                               | 0                                | Le Havre                         | 2018. 09. 11., Görögország | 700.000 €    |
| V                                | Fiola Attila                     | 1990. február 17. (28 évesen)    | 26                               | 0                                | MOL Vidi                         | 2018. 09. 11., Görögország | 600.000 €    |
| V                                | Kádár Tamás                      | 1990. március 14. (28 évesen)    | 49                               | 1                                | Dinamo Kijev                     | 2018. 09. 11., Görögország | 4.000.000 €  |
| V                                | Lang Ádám                        | 1993. január 17. (25 évesen)     | 24                               | 1                                | CFR Cluj                         | 2018. 09. 11., Görögország | 1.250.000 €  |
| V                                | Lovrencsics Gergő                | 1988. szeptember 1. (30 évesen)  | 26                               | 1                                | Ferencváros                      | 2018. 09. 11., Görögország | 700.000 €    |
| V                                | Willi Orban                      | 1992. november 3. (25 évesen)    | 0                                | 0                                | RB Leipzig                       | —                          | 15.000.000 € |
| V                                | Vinícius Paulo                   | 1990. február 21. (28 évesen)    | 6                                | 0                                | MOL Vidi                         | 2018. 06. 09., Ausztrália  | 900.000 €    |
| KP                               | Kalmár Zsolt                     | 1995. június 9. (23 évesen)      | 10                               | 0                                | DAC (Dunaszerdahely)             | 2018. 09. 08., Finnország  | 675.000 €    |
| KP                               | Kleinheisler László              | 1994. április 8. (24 évesen)     | 19                               | 2                                | Asztana FK                       | 2018. 09. 11., Görögország | 900.000 €    |
| KP                               | Kovács István                    | 1992. március 27. (26 évesen)    | 7                                | 0                                | MOL Vidi                         | 2018. 09. 11., Görögország | 450.000 €    |
| KP                               | Nagy Ádám                        | 1995. június 17. (23 évesen)     | 25                               | 0                                | Bologna                          | 2018. 09. 11., Görögország | 2.800.000 €  |
| KP                               | Nagy Dominik                     | 1995. május 8. (23 évesen)       | 2                                | 0                                | Legia Warszawa                   | 2017. 06. 09., Andorra     | 800.000 €    |
| KP                               | Nagy Gergő                       | 1993. január 7. (25 évesen)      | 0                                | 0                                | Budapest Honvéd                  | —                          | 350.000 €    |
| KP                               | Pátkai Máté                      | 1988. március 6. (30 évesen)     | 16                               | 0                                | MOL Vidi                         | 2018. 09. 11., Görögország | 800.000 €    |
| CS                               | Eppel Márton                     | 1991. november 20. (26 évesen)   | 7                                | 0                                | Kajrat Almati                    | 2018. 09. 11., Görögország | 650.000 €    |
| CS                               | Gyurcsó Ádám                     | 1991. március 6. (27 évesen)     | 18                               | 3                                | Hajduk Split                     | 2017. 06. 09., Andorra     | 1.000.000 €  |
| CS                               | Holender Filip                   | 1994. július 27. (24 évesen)     | 0                                | 0                                | Budapest Honvéd                  | —                          | 300.000 €    |
| CS                               | Németh Krisztián                 | 1989. január 5. (29 évesen)      | 34                               | 4                                | Sporting Kansas City             | 2018. 03. 27., Skócia      | 750.000 €    |
| CS                               | Sallai Roland                    | 1997. május 22. (21 évesen)      | 10                               | 1                                | Freiburg                         | 2018. 09. 11., Görögország | 2.000.000 €  |
| CS                               | Szalai Ádám                      | 1987. december 9. (30 évesen)    | 48                               | 15                               | TSG Hoffenheim                   | 2018. 09. 11., Görögország | 3.000.000 €  |
| CS                               | Varga Roland                     | 1990. január 23. (28 évesen)     | 12                               | 3                                | Ferencváros                      | 2018. 09. 11., Görögország | 1.000.000 €  |
| Szövetségi kapitány: Marco Rossi | Szövetségi kapitány: Marco Rossi | Szövetségi kapitány: Marco Rossi | Szövetségi kapitány: Marco Rossi | Szövetségi kapitány: Marco Rossi | Szövetségi kapitány: Marco Rossi | Csapat érték               | 48.575.000 € |

 megjegyzés: A táblázatokban szereplő adatok a mérkőzés előtti állapotnak megfelelőek.

## A mérkőzés
| 2018. október 12., péntek 20:45 (CES) |

| Görögország                                                                | 1 – 0               | Magyarország                                                 |
| -------------------------------------------------------------------------- | ------------------- | ------------------------------------------------------------ |
| Kósztasz Mítroglu (1–0) 65' Papasztathopulosz 9' Cimikasz 22' Bakakisz 27' | (0 – 0) Jegyzőkönyv | 32' Kalmár 44' Fiola 60' Kleinheisler 73' Kovács 88' Nagy Á. |

| Olimpiai Stadion, Athén Nézőszám: 8 000 Játékvezető: Tobias Stieler (német) Asszisztensek: Rafael Foltyn és Marco Achmüller |

- Görögország: Barkasz — Bakakisz, Papasztathopulosz , Manolász, Cimikasz — Zeca, Kurmbélisz (Dziólisz  szünetben) — Bakaszetasz, Fortúnisz, Pelkasz (Hrisztodulópulosz  85') — Mítroglu (Buhalakisz  90+3') • Szövetségi kapitány: Michael Skibbe
- Magyarország: Gulácsi — Bese (Németh  75'), Orban, Kádár, Fiola — Nagy Á. — Varga R. (Nagy D.  68'), Kleinheisler, Kalmár (Kovács  55'), Sallai — Szalai  • Szövetségi kapitány: Marco Rossi

### Összeállítások
| Csapatszínek | Csapatszínek | Csapatszínek |
| Csapatszínek |              |              |
| Csapatszínek |              |              |
|              |              |              |
| Görögország  |              |              |

| Csapatszínek | Csapatszínek | Csapatszínek |
| Csapatszínek |              |              |
| Csapatszínek |              |              |
|              |              |              |
| Magyarország |              |              |

## Mérkőzés statisztika
Forrás: UEFA hivatalos honlapja
| Összesen                     | Görögország | Magyarország |
| ---------------------------- | ----------- | ------------ |
| Labdabirtoklás               | 58%         | 42%          |
| Összes lövési kísérlet       | 5           | 10           |
| Kaput eltaláló kísérlet      | 2 (40%)     | 1 (10%)      |
| Ebből gól                    | 1 (50%)     | 0 (0%)       |
| Kaput el nem találó kísérlet | 3           | 6            |
| Kapus védés                  | 0           | 3            |
| Kapufa                       | 0           | 0            |
| Szöglet                      | 7           | 3            |
| Les                          | 2           | 1            |
| Passzkísérletek száma        | 497         | 364          |
| Sikeres passzok száma        | 389 (78%)   | 270 (74%)    |
| Labdaszerzés                 | 26          | 37           |
| Szerelés                     | 13          | 11           |
| Szabálytalanság              | 17          | 20           |
| Sárga lap                    | 3           | 5            |
| Piros lap                    | 0           | 0            |

## Tabella a mérkőzés után
További eredmény a fordulóban
| 2018. október 12. | Észtország | 0 – 1 | Finnország |

A C liga 2. csoport állása a forduló után
| Csapat       | M | Gy | D | V | G+ | G– | Gk | P |
| ------------ | - | -- | - | - | -- | -- | -- | - |
| Finnország   | 3 | 3  | 0 | 0 | 3  | 0  | +3 | 9 |
| Görögország  | 3 | 2  | 0 | 1 | 3  | 2  | +1 | 6 |
| Magyarország | 3 | 1  | 0 | 2 | 2  | 3  | –1 | 3 |
| Észtország   | 3 | 0  | 0 | 3 | 0  | 3  | –3 | 0 |

      Feljut a 2020–2021-es B ligába
      Lehetséges kieső a 2020–2021-es D ligába
      Kiesik a 2020–2021-es D ligába
Sorrend meghatározása: pontazonosság esetén a csoporton belül az alábbi sorrendben határozzák meg a sorrendet: 1. az egymás elleni eredmények (1a. pont, 1b. gólkülönbség, 1c. szerzett gól, 1d. idegenben szerzett gól), 2. a  gólkülönbség (2a. összesített gólkülönbség, 2b. összes szerzett gól, 2c. összes idegenbeli szerzett gól), 3. a győzelmek száma (3a. az összes győzelem, 3b. az idegenbeli győzelmek száma), 4. a fair play versengés, illetve az 5. UEFA-koefficiens.
Feljutás: A B-, a C- és a D-liga négy csoportelsője egy osztállyal feljebb lép;
Kiesés: Az A-, a B- és a C-liga négy csoportutolsója egy osztállyal lejjebb folytatja (pontosabban: a C-ligából – az eltérő létszámú csoportok miatt – a három négyes csoport utolsó helyezettje mellett a négy csoportharmadik egyike, a legkevesebb pontot szerző válogatott esik ki);
Az A-liga négy csoportelsője bejut a Nemzetek Ligája négyes döntőjébe, amelyet 2019 júniusában rendeznek meg;
Mindegyik ligából négy válogatott jogot szerez a 2020-as Európa-bajnokság 2020. tavaszi pótselejtezőjében való részvételre; a jog alapvetően a 16 csoportelsőt illeti meg, ám ha ők időközben sikerrel teljesítik az Eb-selejtezőt (2019), a pótselejtező helyeit az addigi NL-teljesítmény alapján feltöltik, lehetőleg ligákon belül.

## Örökmérleg a mérkőzés után
| Magyarország |                 | Görögország |
| ------------ | --------------- | ----------- |
| 5            | Győzelem        | 10          |
| 6            | Döntetlen       | 6           |
| 35           | Gólok           | 32          |
| 16/42        | Pontok          | 26/42       |
| 38,1%        | %               | 61,9%       |
| 5            | Hazai győzelem  | 7           |
| 3            | Hazai döntetlen | 3           |
| 3            | Hazai vereség   | 0           |

A táblázatban a győzelemért 2 pontot számoltunk el.

## Nemzetek Ligája statisztikák

### Gólok és figyelmeztetések
A magyar válogatott játékosainak góljai és figyelmeztetései a 2018–2019-es UEFA Nemzetek Ligája sorozatban.
Csak azokat a játékosokat tüntettük fel a táblázatban, akik legalább egy gólt szereztek vagy legalább egy figyelmeztetést kaptak.
A játékosok vezetéknevének abc-sorrendjében.
| Mérkőzés            | Mérkőzés    | Mérkőzés    | Mérkőzés    | Mérkőzés    | Mérkőzés    | Mérkőzés    | FIN–HUN     | HUN–GRE         | GRE–HUN     | EST–HUN     | HUN–EST     | HUN–FIN     |
| Végeredmény         | Végeredmény | Végeredmény | Végeredmény | Végeredmény | Végeredmény | Végeredmény | 1 – 0       | 2 – 1           | 1 – 0       |             |             |             |
| Játékos             | Gól         | GP          |             |             |             | KM          | 2018.09.08. | 2018.09.11.     | 2018.10.12. | 2018.10.15. | 2018.11.15. | 2018.11.18. |
| ------------------- | ----------- | ----------- | ----------- | ----------- | ----------- | ----------- | ----------- | --------------- | ----------- | ----------- | ----------- | ----------- |
| Bese Barnabás       | 0           | 1           | 0           | 0           | 0           | 0           |             | GP              |             |             |             |             |
| Fiola Attila        | 0           | 0           | 2           | 0           | 0           | 1           | Sárga lap   |                 | Sárga lap   | X           |             |             |
| Kalmár Zsolt        | 0           | 0           | 1           | 0           | 0           | 0           |             |                 | Sárga lap   |             |             |             |
| Kádár Tamás         | 0           | 0           | 1           | 0           | 0           | 0           | Sárga lap   |                 |             |             |             |             |
| Kleinheisler László | 1           | 0           | 1           | 0           | 0           | 0           |             | Gól             | Sárga lap   |             |             |             |
| Kovács István       | 0           | 1           | 1           | 0           | 0           | 0           |             | GP              | Sárga lap   |             |             |             |
| Lovrencsics Gergő   | 0           | 0           | 1           | 0           | 0           | 0           | Sárga lap   |                 |             |             |             |             |
| Nagy Ádám           | 0           | 0           | 1           | 0           | 0           | 0           |             |                 | Sárga lap   |             |             |             |
| Sallai Roland       | 1           | 0           | 1           | 0           | 0           | 0           |             | Gól · Sárga lap |             |             |             |             |
| Szalai Ádám         | 0           | 0           | 1           | 0           | 0           | 0           | Sárga lap   |                 |             |             |             |             |
| Összesen            | 2           | 2           | 10          | 0           | 0           | 1           |             |                 |             |             |             |             |

Jelmagyarázat:  = szerzett gól;  = szerzett gól büntetőből;  = szerzett öngól; GP = gólpassz; = sárga lapos figyelmeztetés;  = egy mérkőzésen 2 sárga lap utáni azonnali kiállítás;  = piros lapos figyelmeztetés, azonnali kiállítás;X = eltiltás; KM = eltiltás miatt kihagyott mérkőzések száma (két sárga lap után automatikusan ki kell hagynia egy mérkőzést a játékosnak)

## Összes mérkőzés
Az alábbi táblázatban a magyar labdarúgó-válogatott a görög labdarúgó-válogatott elleni összes hivatalos mérkőzését tüntettük fel, időrendi sorrendben. Egy-egy összecsapást az eredmény oszlopban az adott mérkőzésre kattintva részletesebben is megnézhet.
      Győzelem
      Döntetlen
      Vereség
| No.        | Dátum         | Helyszín                        | Nézőszám | Kiírás          | Eredmény                            | Gólszerző(k)                                                                                              |
| ---------- | ------------- | ------------------------------- | -------- | --------------- | ----------------------------------- | --- |
| 1. (210.)  | 1938. 03. 25. | Budapest, MTK-pálya             | 14 000   | vb-selejtező    | Magyarország–Görögország 11–1 (7–0) | Zsengellér 15' 23' (11-esből) 25' 67' 85', Titkos 18' 79', Vincze 30', Nemes 37' 41' 51' ill. Makrisz 90' |
| 2. (510.)  | 1976. 10. 09. | Pireusz, Karaiszkákisz Stadion  | 42 000   | vb-selejtező    | Görögország–Magyarország 1–1 (0–0)  | Kereki 84' ill. Papaioannou 68'                                                                           |
| 3. (521.)  | 1977. 05. 28. | Budapest, Népstadion            | 42 000   | vb-selejtező    | Magyarország–Görögország 3–0 (2–0)  | Pusztai 13', Nyilasi 15', Fazekas 88'                                                                     |
| 4. (534.)  | 1978. 10. 29. | Szaloniki, Kaftanzogliu-stadion | 10 000   | Eb-selejtező    | Görögország–Magyarország 4–1 (0–0)  | Várady 90+1' ill. Galakosz 59' • 67', Ardizoglou 72', Mavrosz 88'                                         |
| 5. (538.)  | 1979. 05. 02. | Budapest, Népstadion            | 15 000   | Eb-selejtező    | Magyarország–Görögország 0–0        | |
| 6. (575.)  | 1983. 05. 15. | Budapest, Népstadion            | 20 000   | Eb-selejtező    | Magyarország–Görögország 2–3 (1–2)  | Nyilasi 24', Hajszán 88' ill. Anasztopoulosz 16', Kosztikosz 33', Papaioannou 51'                         |
| 7. (580.)  | 1983. 12. 03. | Szaloniki, Kaftanzogliu-stadion | 3 000    | Eb-selejtező    | Görögország–Magyarország 2–2 (2–1)  | Kardos 13', Törőcsik 40' ill. Anasztopoulosz 6' • 56'                                                     |
| 8. (609.)  | 1986. 11. 12. | Athén, Olimpiai Stadion         | 25 000   | Eb-selejtező    | Görögország–Magyarország 2–1 (1–0)  | Boda 73' ill. Mitropoulosz 38', Anasztopoulosz 65'                                                        |
| 9. (616.)  | 1987. 10. 14. | Budapest, Népstadion            | 15 000   | Eb-selejtező    | Magyarország–Görögország 3–0 (3–0)  | Détári 4', Bognár 12', Mészáros 15'                                                                       |
| 10. (628.) | 1988. 11. 15. | Pireusz, Karaiszkákisz Stadion  | 500      | barátságos      | Görögország–Magyarország 3–0 (1–0)  | Lagonidisz 4', Tszalouhidisz 52' • 54'                                                                    |
| 11. (637.) | 1989. 10. 25. | Budapest, Népstadion            | 4 000    | barátságos      | Magyarország–Görögország 1–1 (0–0)  | Szekeres 47' ill. Borbokisz 52'                                                                           |
| 12. (671.) | 1992. 11. 11. | Szaloniki, PAOK Stadion         | 55 000   | vb-selejtező    | Görögország–Magyarország 0–0        | |
| 13. (674.) | 1993. 03. 31. | Budapest, Népstadion            | 30 000   | vb-selejtező    | Magyarország–Görögország 0–1 (0–0)  | Aposztolakisz 70' (11-esből)                                                                              |
| 14. (804.) | 2005. 11. 16. | Pireusz, Karaiszkákisz Stadion  | 15 000   | barátságos      | Görögország–Magyarország 2–1 (1–0)  | Kenesei 77' (11-esből) ill. Janakópulosz 31', Kafész 90+1'                                                |
| 15. (819.) | 2007. 06. 02. | Iráklio, Pankritio Stadion      | 19 000   | Eb-selejtező    | Görögország–Magyarország 2–0 (2–0)  | Gekasz 16', Szeitarídisz 29'                                                                              |
| 16. (827.) | 2007. 11. 21. | Budapest, Puskás Ferenc Stadion | 32 300   | Eb-selejtező    | Magyarország–Görögország 1–2 (1–1)  | Buzsáky 7' ill. Vanczák 22', Baszinász 56' (11-esből)                                                     |
| 17. (830.) | 2008. 05. 24. | Budapest, Puskás Ferenc Stadion | 7 000    | barátságos      | Magyarország–Görögország 3–2 (0–1)  | Dzsudzsák 46', Juhász 59', Vadócz 63' ill. Amanatídisz 45', Liberópulosz 90+1'                            |
| 18. (893.) | 2015. 03. 29. | Budapest, Groupama Aréna        | 22 000   | Eb-selejtező    | Magyarország–Görögország 0–0        | |
| 19. (900.) | 2015. 10. 11. | Pireusz, Karaiszkákisz Stadion  | 9 000    | Eb-selejtező    | Görögország–Magyarország 4–3 (1–1)  | Lovrencsics G. 26', Németh 55' 75' ill. Sztafilídisz 5', Tahcídisz 57', Mítroglu 79', Koné 86'            |
| 20. (929.) | 2018. 09. 11. | Budapest, Groupama Aréna        | 0        | Nemzetek Ligája | Magyarország–Görögország 2–1 (2–1)  | Sallai 15', Kleinheisler 42', ill. Manolász 18'                                                           |
| 21. (930.) | 2018. 10. 12. | Athén, Olimpiai stadion         | 8 000    | Nemzetek Ligája | Görögország–Magyarország 1–0 (0–0)  | Mítroglu 65'                                                                                              |